# Heinrich Bammel
Andreas Friedrich Heinrich Bammel (* 10. Dezember 1855 in Köckte; † 7. März 1929 in Vohwinkel) war ein preußischer Bürgermeister.

## Leben
Er wurde als Sohn von Cathar. Doroth. Elisab. Bammel und Johann Joach. Friedr. Christ. Bammel geboren und am 4. Januar 1856 in Peckfitz getauft.
Als Kreissekretär aus Ruhrort wurde er kommissarischer Nachfolger von Gottlieb Heinrich (1856–1927) am 1. Oktober 1888 als Bürgermeister der Gemeinde Vohwinkel, die zu jenem Zeitpunkt gerade selbstständig geworden war. Mit dem Erlass des Herrn Oberpräsidenten vom 29. November 1888 wurde Bammel zum Bürgermeister ernannt. Sein Vorgänger Heinrich war zuletzt Bürgermeister in Sonnborn und kommissarischer Bürgermeister in Vohwinkel gewesen. Am 10. Januar 1889 wurde Bammel in sein Amt feierlich eingeführt.
Der bei seinen Bürgern beliebte Kommunalpolitiker plädierte für die Verlängerung der Schwebebahn, die ursprünglich nur Barmen mit Elberfeld verbinden sollte, nach Vohwinkel. Dennoch protestierten besonders die Bürger im Elberfelder Ortsteil Sonnborn gegen den Bau, da sie die Bahn als „Unheil“ und als Bedrohung für ihren Ort ansahen. Selbst mit juristischen Mitteln unterlagen die Sonnborner.
Im Rathaus Vohwinkel, das 1897 bis 1898 erbaut wurde, hatte Bammel eine Dienstwohnung. Er blieb im Amt bis zum 30. Juni 1919 und wurde dann von Albrecht Landwehr (1881–1966) abgelöst.
Heinrich Bammel starb im März 1929 im Alter von 73 Jahren in Vohwinkel. Er wurde auf dem Friedhof an der Ehrenhainstraße begraben; sein Grab ist nicht erhalten.

## Auszeichnungen und Ehrungen
Nach ihm wurde am 26. Juni 1984 der Heinrich-Bammel-Weg im Wuppertaler Stadtbezirk Vohwinkel benannt.